# Ganglion oticum
Das Ganglion oticum (von griechisch ganglion „Nervenknoten“, „Überbein“; us „Ohr“; „Ohrknoten“) ist ein parasympathisches Ganglion in der Fossa infratemporalis nahe der Schädelbasis sowie am Nervus mandibularis nahe dem Foramen ovale.

## Parasympathischer Anteil
Das Ganglion oticum bezieht seine Fasern aus dem parasympathischen Anteil des IX. Hirnnervens, dem Nervus glossopharyngeus, der aus dem Nucleus salivatorius inferior stammt. Dieser gibt einen Nervus tympanicus in das Mittelohr ab, welcher dort mit sympathischen Fasern aus dem Ganglion cervicale superius das Paukengeflecht (Plexus tympanicus) bildet. Vom Paukengeflecht zieht der Nervus petrosus minor aus dem Mittelohr zum Ganglion oticum. Die Verbindung des Nervus glossopharyngeus mit dem Ganglion oticum wird auch als Jacobsonsche Anastomose bezeichnet. 
Nach Umschaltung im Ganglion auf das postganglionäre Neuron ziehen die Fasern zum Nervus auriculotemporalis und nutzen diese, eigentlich rein sensible Nervenbahn als  Weg zur Parotis (Ohrspeicheldrüse), die parasympathisch (sekretorisch) innerviert wird. Ein Teil der parasympathischen Fasern nutzt den Nervus buccalis als Weg zu den Backendrüsen.

## Ganglion oticum als Verteilerstation
Neben dieser eigentlichen parasympathischen Komponente ziehen auch mehrere motorische und sensible Zweige des Nervus mandibularis durch das Ganglion oticum. Diese haben aber keine funktionelle Beziehung zu diesem autonomen Ganglion, sondern nutzen es lediglich als Verteilerstation.